# Pozďatín
Pozďatín (en allemand : Posdiatin) est une commune du district de Třebíč, dans la région de Vysočina, en République tchèque. Sa population s'élevait à 156 habitants en 2020.

## Géographie
Pozďatín se trouve à 9 km à l'ouest-nord-ouest de Náměšť nad Oslavou, à 11,5 km à l'est-nord-est de Třebíč, à 37 km à l'est-sud-est de Jihlava et à 150 km au sud-est de Prague.
La commune est limitée par Budišov au nord, par Pyšel à l'est, par Studenec au sud, par Smrk au sud-ouest et par Kojatín à l'ouest.

## Histoire
La première mention écrite de la localité date de 1358.

## Transports
Par la route, Pozďatín se trouve à 10,5 km de Náměšť nad Oslavou, à 14 km de Třebíč, à 47 km de Jihlava et à 176 km de Prague.